# Боржес, Кристован
Кристован Бо́ржес дос Са́нтос (порт.-браз. Cristóvão Borges dos Santos; 9 июня 1959, Салвадор, Бразилия) — бразильский футбольный тренер, ранее выступавший как футболист на позиции полузащитника. Главный тренер бразильского клуба «Фигейренсе». Обладатель Кубка Америки 1989.

## Профессиональная карьера
Боржес — воспитанник клуба «Баия». Выступал за «Флуминенсе», «Атлетико Паранаэнсе», «Коринтианс», «Гремио». В 1977 году стал обладателем Лига Баияно. В 1980 году победил в Лиге Кариока в составе «Флуминенсе». Завершил карьеру в 1994 году, его последним клубом был «Рио-Бранко».

## Национальная сборная
Получил первый вызов в сборную Бразилии в 1989 году. 11 апреля в товарищеском матче против Парагвая дебютировал в составе «селесао» и забил дебютный гол. Тренером Себастьяном Лазарони был включён в состав сборной на Кубок Америки 1989. На турнире оставался в запасе во всех матчах.

## Тренерская карьера
После окончания карьеры игрока, занимал тренерские посты в ряде клубов. Начал в клубе «Бангу» в 1998 году. В следующем году в тренерский штаб Рикардо Гомеса в «Спорт-Ресифе». Затем с Тониньо Серезо в дубайском клубе «Аль-Шабаб».
В феврале 2011 года вернулся в штаб Гомеса в «Васко да Гама». В августе после перенесенного инсульта был вынужден приостановить карьеру, и. о. главного тренера занял Боржес. По итогам сезона клуб вышел в полуфинал Южноамериканского кубка и занял второе место в чемпионате страны. 10 сентября 2012 года после поражения от «Баия» был уволен с поста главного тренера.
17 мая 2013 года стал тренером «Баия». 9 декабря после спасения от вылета из высшего дивизиона, покинул клуб по обоюдному согласию сторон.
Был главным тренером «Флуминенсе», «Фламенго» и «Атлетико Паранаэнсе». 19 июня 2016 года был объявлен новым тренером «Коринтианса» после ухода Тите. 17 сентября был освобождён от должности из-за неудовлетворительных результатов.
29 ноября 2016 года вернулся в «Васко да Гама». 17 марта был уволен. 20 января 2020 года стал тренером «Атлетико Гоияниенсе», был отправлен в отставку спустя семь матчей.

## Достижения
«Баия»
- Лига Баияно (2): 1977, 1978

«Флуминенсе»
- Лига Кариока (1): 1980

«Атлетико Паранаэнсе»
- Лига Паранаэнсе (2): 1983, 1985

«Гремио»
- Лига Гаушу (3): 1987, 1988, 1989
- Кубок Бразилии: 1989

Бразилия
- Кубок Америки по футболу: 1989